# Petroselivka, Hadeaci
Petroselivka (în ucraineană Петроселівка) este un sat în comuna Bilencenkivka din raionul Hadeaci, regiunea Poltava, Ucraina.

## Demografie
Componența lingvistică a localității Petroselivka
     Ucraineană (100%)
Conform recensământului din 2001, toată populația localității Petroselivka era vorbitoare de ucraineană (100%).